# Annemarie Părău
Annemarie Părău, coniugata Gödri (Timișoara, 8 marzo 1984), è una cestista rumena.
È alta 175 cm.

## Carriera
Con la Romania ha disputato quattro edizioni dei Campionati europei (2001, 2005, 2007, 2015).